# Mursil I
Mursil I ou Mursilis I um rei dos hititas cerca de 1556-1526 a.C (breve cronologia) e foi o neto de seu predecessor, Hatusil I.

## Reinado
Mursil é creditado com a conquista do reino de Iamade e sua capital, Alepo, no norte da Síria. Cerca de 1531 a.C., Mursil liderou uma marcha sem precedentes de 2000 km para o sul do centro da Mesopotâmia, onde saqueou a cidade da Babilônia, pondo fim à dinastia amorita de Hamurabi. Esta invasão não resultou em qualquer controle hitita sobre a Babilônia, mas teve como consequência o surgimento dos cassitas como governantes de lá.
Quando Mursil voltou ao seu reino, ele foi assassinado em uma conspiração liderada por seu cunhado, Hantil I (que assumiu o trono), e o genro de Hantil, Zidanta I. Sua morte inaugurou um período de agitação social e a decadência do poder central, seguido pela perda das conquistas feitas na Síria.